# Arne Huggert
Erik Arne Fredrik Huggert, född 22 januari 1915 i Göteborgs Vasa församling, Göteborg, död där 12 augusti 1975, var en svensk läkare. Han var far till Anders Huggert.
Huggert, som var son till gatuchef Walter Huggert och Victoria Börjeson, blev medicine licentiat i Stockholm 1941, medicine doktor 1948 och var docent i oftalmiatrik vid Karolinska Institutet 1949–1959. Han innehade olika läkarförordnanden 1941–1950 och 1957–1958, var poliklinikläkare vid ögonpolikliniken på Sabbatsbergs sjukhus 1950–1956, biträdande överläkare där 1959, professor i oftalmiatrik i Umeå och överläkare vid oftalmiatriska kliniken på Umeå lasarett 1959–1965, chefsläkare på Umeå lasarett 1960–1965, professor i oftalmiatrik vid Göteborgs universitet och överläkare vid ögonkliniken på Sahlgrenska sjukhuset från 1965. Han var ledamot organisationskommittén för Umeå medicinska högskola 1960–1963 och interimsstyrelsen för Umeå universitet 1963–1964. Han författade skrifter i oftalmiatrik.